# Rhöner Tracht

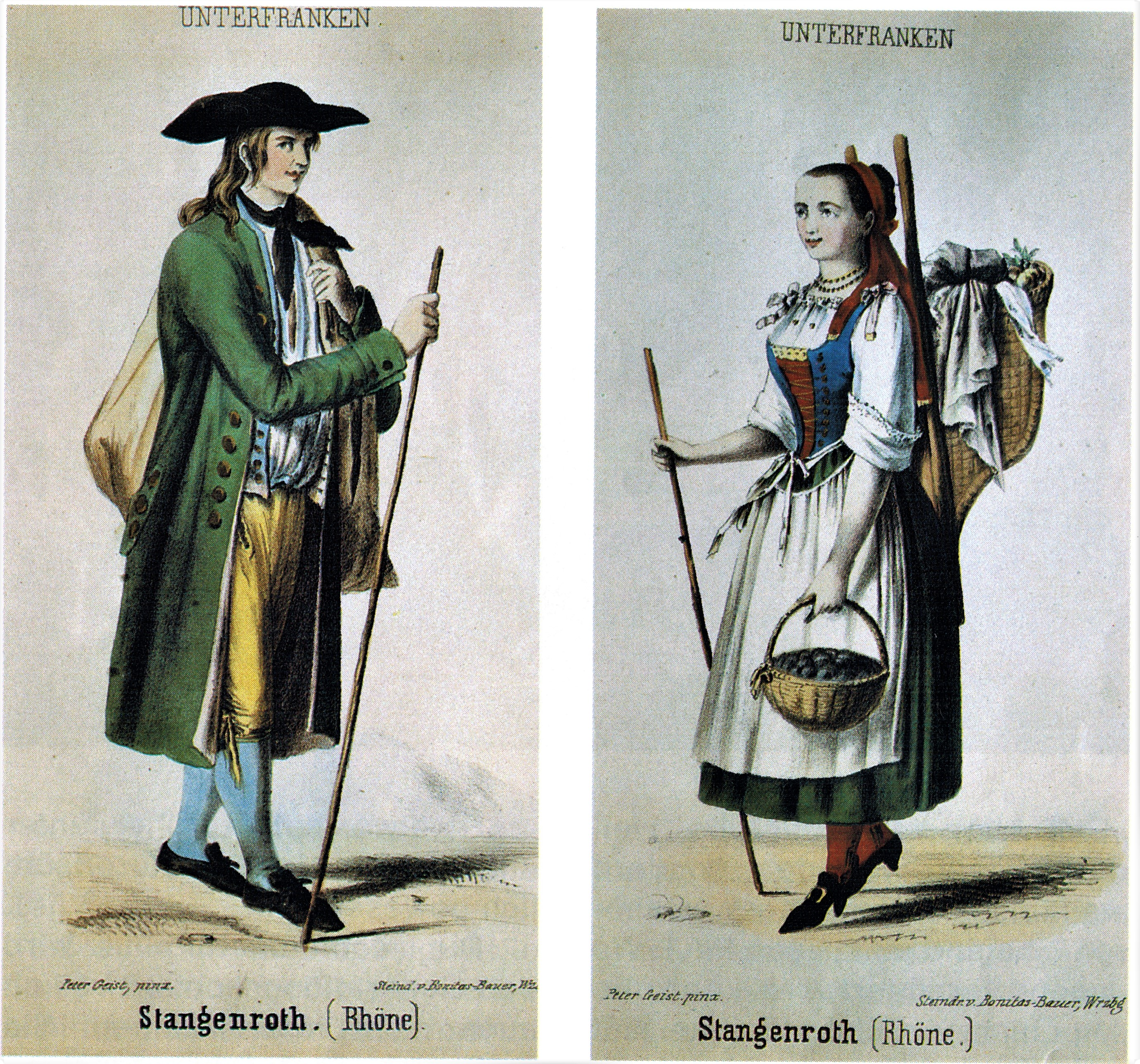
Rhöner Trachten aus Stangenroth (Steindruck nach einem Bild von Peter Geist, 1856)

Als Rhöner Tracht bezeichnet man die traditionelle Tracht der Rhöner. Der Begriff umfasst im Besonderen die Bekleidung ab dem 18. Jahrhundert. Schon ab 1850 kleideten sich Männer nicht mehr in der traditionellen selbsterstellten Kleidung und einige Zeit später war die Tracht in der Rhön komplett aus dem öffentlichen Leben verschwunden. Erst seit den letzten Jahrzehnten des 20. Jahrhunderts wird versucht, die Erinnerung daran in Heimatmuseen und Trachtenvereinen wieder aufleben zu lassen.

## Hintergrund
Kleidung diente bis weit ins 19. Jahrhundert dazu, den sozialen und politischen Stand der Träger zu kennzeichnen. Nicht umsonst hieß es schon früher Kleider machen Leute. Philipp III. hatte 1279 die erste Kleiderordnung erlassen, die Vorschriften bis in den privatesten Bereich enthielt. Am Rande der Rhön teilte die Schweinfurter Rangordnung die Bevölkerung 1680 in drei Klassen ein und 1710 wurde in einer Kleiderordnung Dienstboten das Tragen von Gold und Silber verboten. Widerstand gab es gegen solche Verordnungen nicht, da Standesunterschiede von Allen als „gottgegeben“ akzeptiert wurden. Der sozial und besonders politisch aussondernde Charakter zeigte sich auch in der jeweiligen Tracht.
Für die Bekleidung der Rhöner galt lange Zeit das Sprichwort:

„Selbstgesponnen, selbstgemacht ist die beste Bauerntracht“

Die meisten Rhöner lebten von der Landwirtschaft und waren gleichzeitig Produzent und Kunde ihren eigenen Produkte. In fast jedem Haushalt befand sich ein kleiner Webstuhl und bis in die ersten Jahrzehnte des 20. Jahrhunderts wurde im Winter in den Spinnstuben Schafwolle und bis ins 19. Jahrhundert auch Flachs gesponnen. Das gesellige Zusammensein in den Spinnstuben hatte dabei 1783 zu einem Verbot derselben durch Fürstbischof Franz Ludwig von Erthal geführt.

## Aussehen und Verbreitung der Tracht

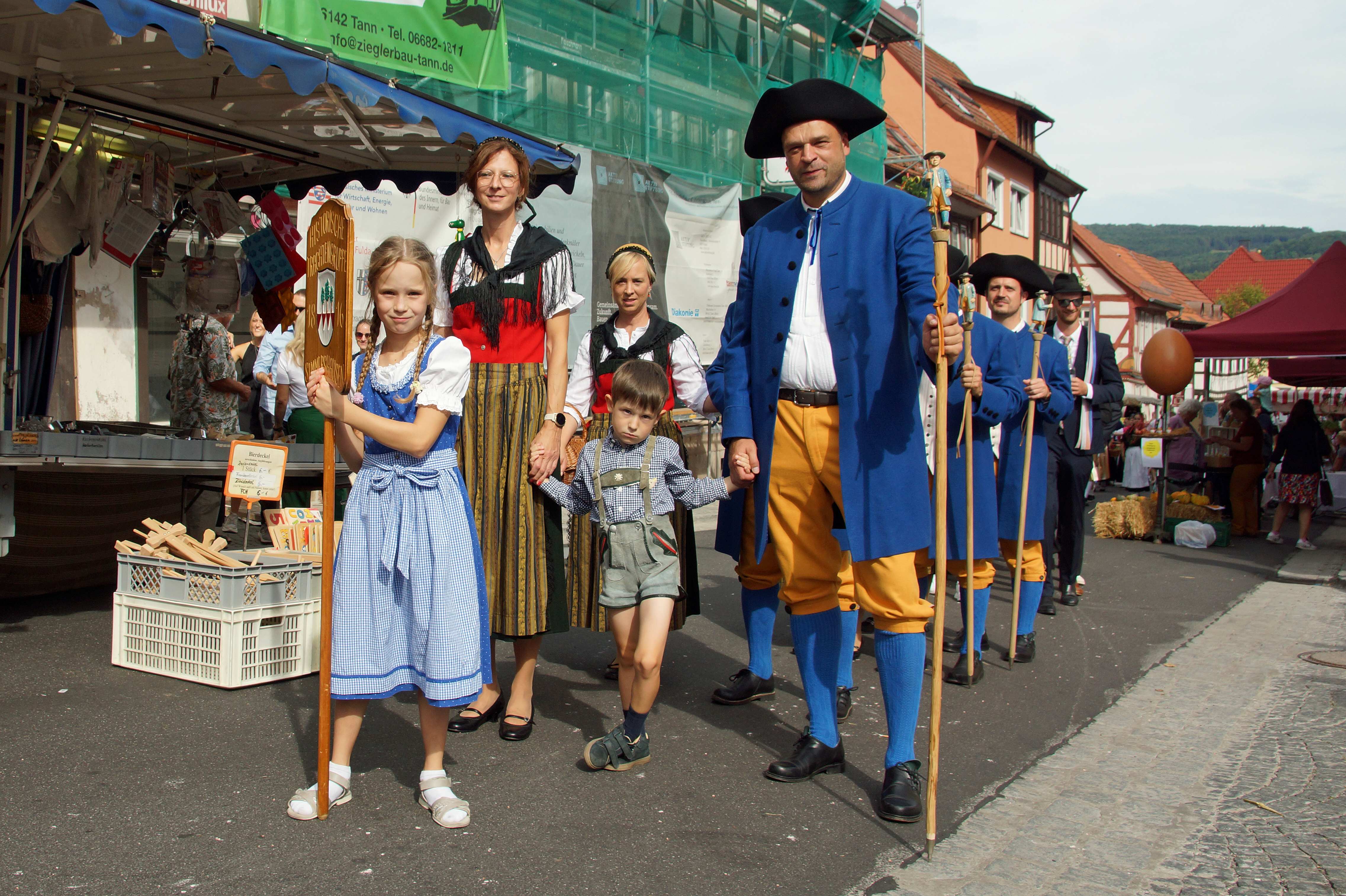
Interpretation der Tracht durch dieTrachtengruppe Simmershausen beim Wirtefest in Tann

Im Gebiet von Unterfranken gab es zwei abgrenzbare Gebiete verschiedener Trachtenformen. Die sogenannte Rhöntracht im Gebiet der Schwarzen Berge und an der Saale war eher einfach in der Ausführung, während die Saaletracht, welche an der Lauer und im Saalegrund, aber auch in der Umgebung von Langenleiten und Stangenroth, getragen wurde, aufwändiger gearbeitet war. Bei katholischen Bäuerinnen galt überall der Grundsatz „je bunter - je lieber“, während sich protestantische Bäuerinnen in der Rhön dunkel kleideten. Auch bei der Bekleidung muss man berücksichtigen, dass die Rhön als „Land der armen Leute“ bekannt war.
Die Trachten erlebten ihre Blütezeit zu Beginn des 19. Jahrhunderts. Später wurden Trachtenträger von der städtischen Bevölkerung als rückständig verlacht. Ab 1850 war die Tracht bei Männern aus dem öffentlichen Leben weitestgehend verschwunden. Erst über 100 Jahre später begannen sich vereinzelt Vereine zu bilden, welche die Traditionen ihrer Vorfahren wieder pflegten und dabei teilweise auch noch alte Trachten auf Speichern und in Truhen fanden. So veranstaltete das Fränkische Freilandmuseum Fladungen 2015 einen Infotag „Trag mal Tracht“ und der Trachtenverein Abtsroda tritt bei Festzügen in Trachten aus der Zeit um 1800 auf.

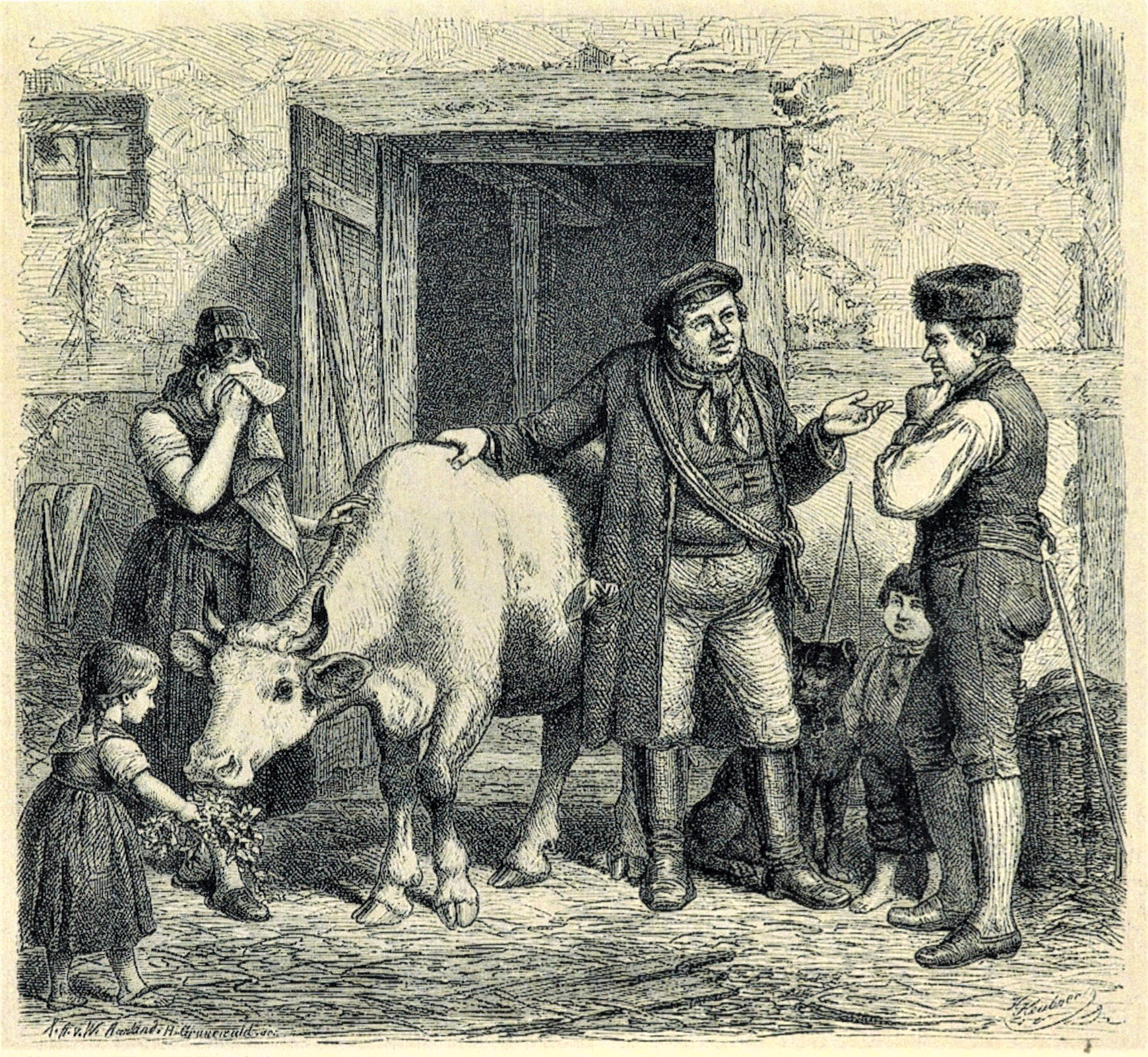
Rhöner Bauern in Tracht auf dem Holzschnitt „Die letzte Kuh“ (1877)

## Zeitgenössische Berichte aus der Zeit um 1860
Im Königreich Bayern, zu dem zu der Zeit auch weite Teile der heutigen hessischen Rhön gehörten, wurden zwischen 1858 und 1861 flächendeckend „Physikatsberichte“ zu jedem der damaligen Landgerichtsbezirke auch zu Fragen der Ethnologie und dabei auch zur Bekleidung der Bevölkerung angefertigt. Auch wenn die Bezirksärzte für einen ethnologischen Bericht nicht ausgebildet waren und ihre Berichte sehr subjektiv gefärbt und die Qualität der Arbeit sehr von der Motivation des einzelnen Autors abhing, geben die Berichte ein treffendes Bild über die Bevölkerung der damaligen Zeit – wenn auch eher aus obrigkeitsstaatlicher Sicht.
Für den Landgerichtsbezirk Bischofsheim wird von „leichter Kleidung“ aus einem selbst gewebten dichten Stoff (genannt Beidergemeng) aus Halbleinen, wobei anstelle von Baumwolle auch Schafwolle verarbeitet wurde, geschrieben. Es wird erwähnt, dass nur im Winter Holzschuhe getragen wurden, während im Sommer die gesamte Bevölkerung barfuß ging. Reichere Bauern trugen anstelle des traditionellen Frankenhuts als Dreispitz schon eine Pelzmütze. Eine Kleidung nach aktueller Mode war zu der Zeit im Bezirk noch nicht üblich und die Frauen trugen nur wadenlange Röcke, um leichter im bergigen Gelände laufen zu können. Innerhalb des Bezirks beobachtete der Arzt verschiedene farbliche Varianten von südlich bzw. östlich des Kreuzbergs.
Vom Landgerichtsbezirk Brückenau wird berichtet, dass sich die Bevölkerung sowohl in der Stadt als auch in den umliegenden Landgemeinden eher nach neuen Moden kleide und die Wahl der Kleidung eher aus ästhetischen Gründen erfolge. Der Bezirksarzt berichtet, dass die „wollene“ Kleidung im Sommer zu warm sei und im Winter nicht ausreichend wärme. Die in den meisten Häusern noch vorhandenen Webstühle würden bestenfalls noch zur Herstellung grober Leinentücher genutzt. Als einziges Bekleidungsteil der früheren Tracht hätten sich die Holzschuhe erhalten. Da die Kinder, welche oft einen weiten Schulweg zurücklegen müssten, sehr dürftig bekleidet seien, würden sie im Winter häufig erkranken.
Im Bericht aus dem Landgerichtsbezirk Hammelburg schreibt der dortige Bezirksarzt, dass sich die Bevölkerung einfach und bescheiden kleidet. Blau- und grünbedruckte Baumwollstoffe dienten als Kopf- und Halstücher sowie Mützen, während die Röcke aus Beidergemeng hergestellt würden. Während die Männer rund um die Stadt Hammelburg Hosen und Röcke aus einfachen Baumwoll- oder Wollstoffen trugen, näherte sich die Bekleidung in den Rhöner Dörfern noch der traditionellen Tracht. Auch hier wird auf die dürftige Bekleidung der Kinder hingewiesen, welche nur an einigen Festtagen und den Impftagen herausgeputzt wurden. (Die Pockenimpfung war die erste damals noch freiwillige Impfung und wahrscheinlich der einzige Tag im Jahr, an dem die Bewohner einen Arzt in ihrem Dorf sahen.)
Der Arzt aus dem Landgerichtsbezirk Hilders beschreibt Details der alten Trachten aus der Gegend, die 1861 schon weitestgehend verschwunden waren. In früheren Zeiten trugen die Männer lange Haare, was zu der Zeit nur noch bei wenigen alten Männern in Neuswarts zu finden war und junge Mädchen trugen auch schon nicht mehr die überlieferten roten Schleifen in den Zöpfen als äußeres Zeichen ihrer Jungfrauschaft. Es wird berichtet, dass sich dreißig Jahre früher die Bauern noch in knielange Hosen aus weißem Leder, wollene schwarze oder dunkelblaue Strümpfe, eine große Tuchweste, ein schwarzseidenes Halstuch und einen großen Tuchrock kleideten. Als Kopfbedeckung diente ein runder Filzhut mit breiter Krempe. Diese Tracht diente als Sonntagsbekleidung. Als Arbeitskleidung wurde die Lederhose verstorbener Vorfahren oder Bekleidung aus Leinen getragen. Weniger begüterte Personen trugen Kleidung desselben Schnittes und ersetzen Leder sowie Tuch durch Beidergemeng. Der Arzt berichtet von der langen Haltbarkeit der früher verwendeten Materialien und davon, dass sie durch „sächsisches Tuch“ und eingeführte Moden verdrängt wurde. Auch die frühere Tracht der Frauen war zu der Zeit schon weitestgehend verdrängt. Als Fußbekleidung wurden in der Regel Holzschuhe und nur an Feiertagen von denen, die sie sich leisten konnten, Lederschuhe getragen.
Aus dem Landgerichtsbezirk Kissingen wurde berichtet, dass in der Stadt Bad Kissingen und dem näheren Umfeld die Tracht schon komplett verschwunden war. Der Berichterstatter beklagt die hohen Kosten der modischen Kleidung und besonders bei der Frauenkleidung deren Frivolität auf Kosten der Sittlichkeit. Auf den Dörfern habe sich die Veränderung langsamer vollzogen und die Bevölkerung trage hauptsächlich einfache Kleidung aus Beidergemeng.
Der Bezirksarzt vom Landgerichtsbezirk Mellrichstadt berichtet nur von einfacher zweckmäßiger Kleidung aus Tuch oder Leinen. Als Besonderheit weist er darauf hin, dass insbesondere protestantische Frauen Strohhüte tragen.
Im Bericht aus dem Landgerichtsbezirk Weyhers wird darauf hingewiesen, dass nur noch wenige Männer die traditionellen knielangen Hosen tragen. Besonders bei den Bewohnern geschlossener Ortschaften seien sie durch modernere „europäisch französische Moden“ verdrängt worden. Bei Frauen in ländlichen Gegenden habe sich die Tracht, bestehend aus Holzschuhen, blauen wollenen Strümpfen, einer Leinenschürze und einem langen Rock aus Beidergemeng, noch erhalten. Er weist darauf hin, dass die Kleidung teilweise aus gebrauchten Materialien („aus alten Kleidungsstücken gezupft und zubereitet“) hergestellt wird. Im Sommer trügen die Frauen im Alltag nur ärmellose Leibchen verschiedener Farben und im Winter darüber eine Weste. Am häufigsten wurden noch selbstgestrickte rote Halstücher aus Wolle getragen. Als Sonntagskleidung wurde die Tracht im Berichtszeitraum auch auf dem Land schon durch Kleidung aus fabrikmäßig hergestellten Stoffen verdrängt.

## Bildergalerie

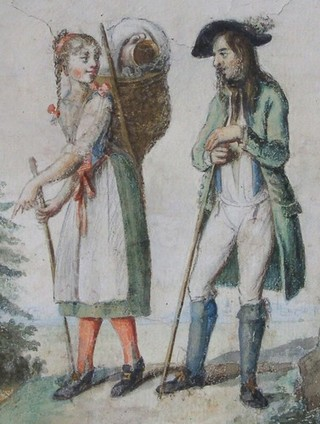
Paar aus Stangenroth um 1801
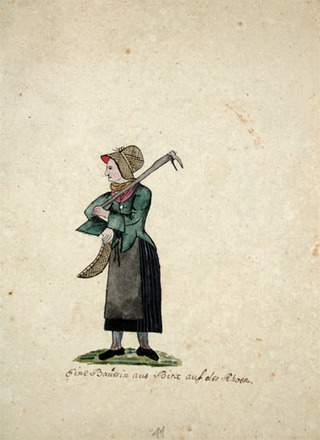
Bäuerin in Arbeitstracht aus Birx um 1817
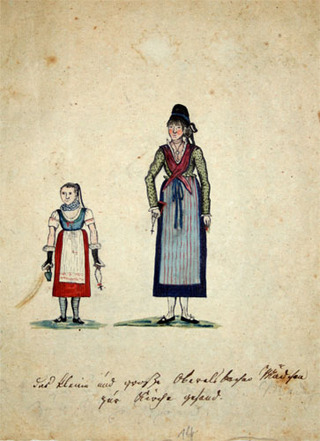
Zwei Mädchen aus Oberelsbach beim Kirchgang um 1817
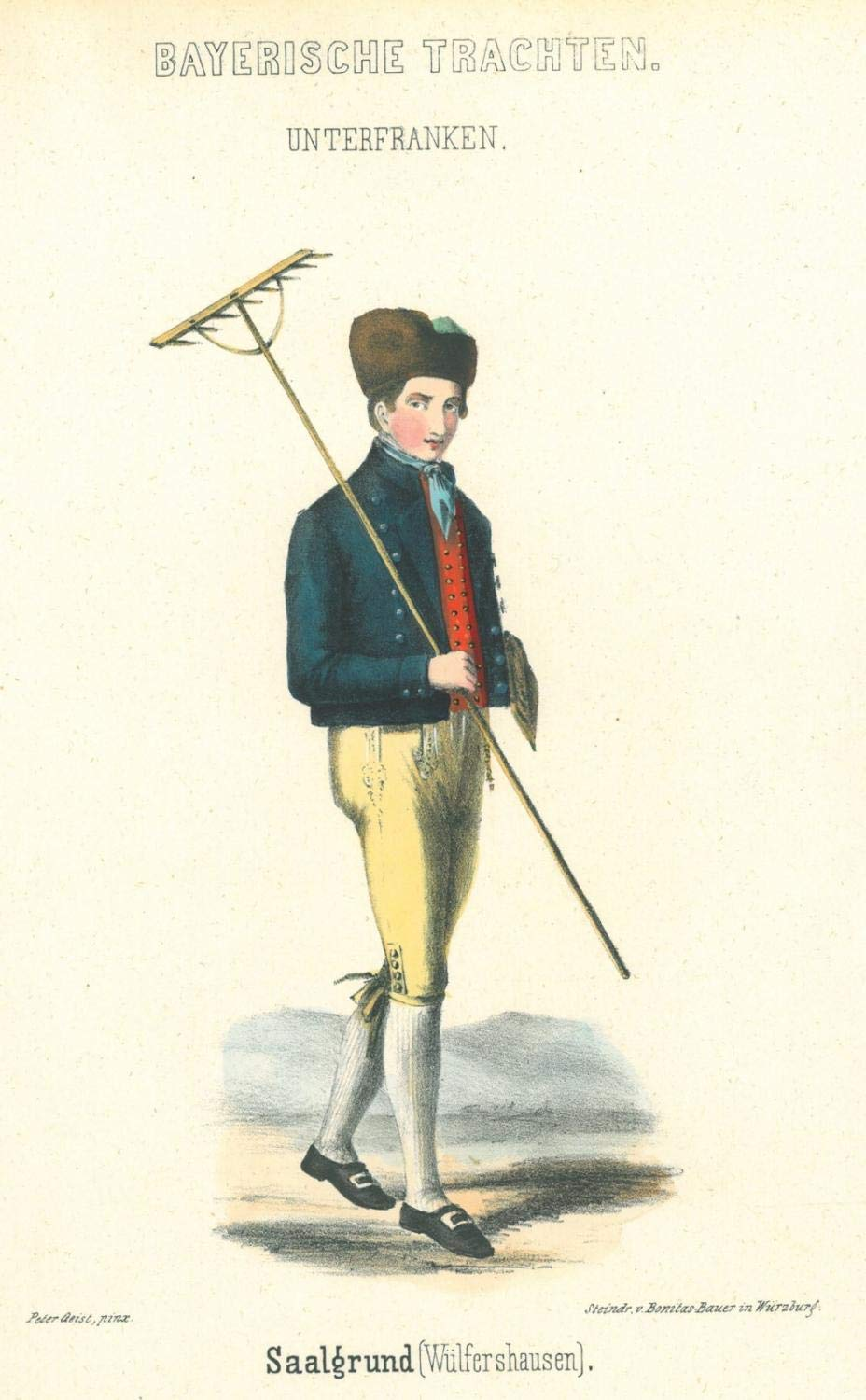
Bauer aus Wülfershausen um 1850